# いなごの佃煮

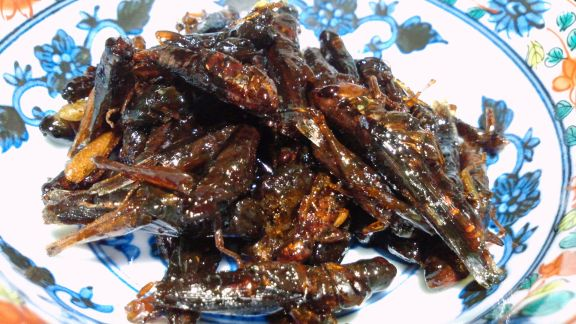
いなごの佃煮

いなごの佃煮（いなごのつくだに）とは、バッタの仲間の昆虫・イナゴを佃煮にした料理である。
イナゴは長野県伊那谷地方や群馬県など、海産物が少ない山間部では食用とされた。また、福島県いわき市などの一部の自治体では現在でも食用とされており、工場が存在し、スーパーなどで普通に山積みにされ売られている。宮城県でも，海外産イナゴの佃煮がスーパーで販売されており，イナゴ食文化が残っている。長野県伊那谷地方では、蜂の子やざざむし、ゲンゴロウといったイナゴ以外の昆虫（またはその幼虫）を佃煮とした。また、佃煮のほか、イナゴを炒めた「なご炒り」という料理もある（長野県大町地方など）。

## 材料・調理法
主な材料・調理法は以下の通り。
秋に田んぼなどで大量に発生するイナゴを集める。このとき、側面の黒線部に挟まれた「背中」の部分がうす茶色になっているものを主に食用とし、まだ緑色みが強いものは成熟しておらず味が落ちるとして逃がされることが多い。また、イナゴ料理が盛んな地域では、食用としてイナゴの生体が市販されている場合もある。数日飼って糞出しを行ったのち、ギザギザのある後ろ脚や羽を必要に応じて取り除く。ざるにいれて水洗いし、焙烙（ほうろく。素焼きの土鍋）などで炒ったあと、大鍋で長時間熱湯で煮る。醤油や砂糖などの調味料を加え、さらに数時間煮続けることで佃煮となる。味はエビに似る。